# Stefan Everts
Stefan Everts   (Bree, 25 de novembre de 1972) és un ex-pilot flamenc de motocròs, esport del qual n'ostenta el rècord de títols mundials amb un total de 10 (1 en la categoria dels 125cc, 4 en 250cc, 2 en 500cc i 3 en MX1). A banda, formant part de l'equip belga va guanyar 5 Motocross des Nations. Durant anys, Everts va ostentar el rècord de victòries en Gran Premi amb un total de 101 (no va ser fins al 2023 que Jeffrey Herlings el va superar, amb 103).
Stefan Everts es retirà de la competició a finals del 2006.

## Resum biogràfic
Nascut a Bree però resident des de sempre al proper Neeroeteren (un nucli de Maaseik), Stefan és fill de Harry Everts, quatre vegades Campió del Món entre 1975 i 1981 i, per tant, visqué l'ambient del motocròs a casa des de sempre. Va començar a conduir una motocicleta a quatre anys, i a 17 debutà al Campionat del Món de 125 cc. Dos anys després aconseguia el seu primer títol mundial en aquesta categoria, encetant una era de supremacia en totes les categories que l'ha dut a aconseguir més títols mundials d'aquest esport que ningú, duplicant de passada el rècord de victòries en Grans Premis (en poder de Joël Robert des dels 70), que era de 50 i ell va deixar en 101.

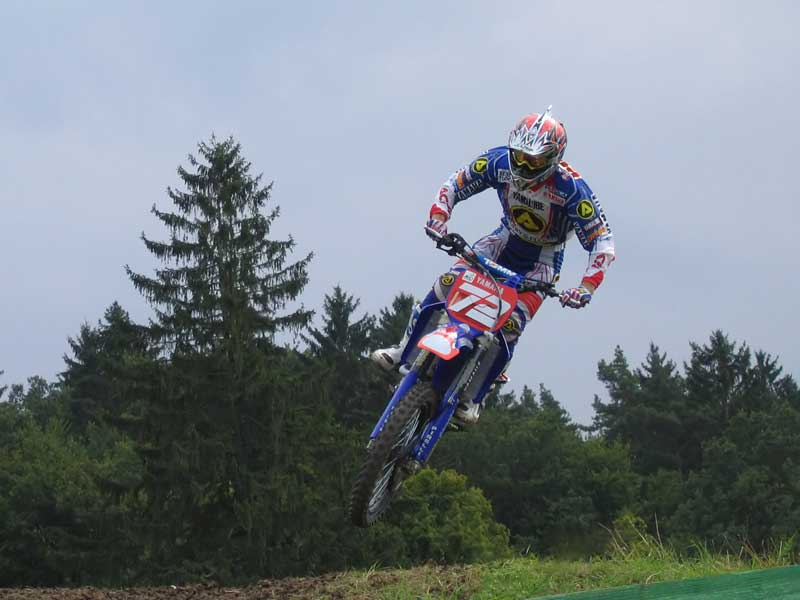
Amb la Yamaha al Gran Premi d'Alemanya del 2005

Stefan Everts era conegut pel seu estil de pilotatge suau, fent que semblés que conduïa sense esforç, mantenint-se dret a la motocicleta molt més sovint que els seus rivals, fins i tot als revolts més tancats. El seu control als revolts era únic i destacava per conduir el seu motor en una marxa més alta per tal de mantenir la trajectòria a la pista, en comptes de pujar cada marxa al límit de revolucions (fins i tot quan pilotava motors "nerviosos" de dos temps de 125 i 250 cc al començament de la seva carrera).
Tot i que mai no es va fixar gaire en l'estil de pilotatge ni els circuits de supercross nord-americans, va demostrar poder competir al màxim nivell amb els millors pilots dels EUA, fins i tot en el seu propi terreny.
Durant les darreres etapes de la seva carrera la seva vasta experiència el feu a arribar a una consistència impressionant, cometent gairebé mai errades o moviments erràtics, com ho demostra el rècord de catorze victòries de quinze possibles en la seva darrera temporada.
Un cop acabada la seva carrera esportiva el 2006, Everts esdevingué director de l'equip de motocròs oficial de KTM, màxim responsable d'entrenament tècnic, mental i físic dels seus pilots. El juliol del 2007 renovà el seu contracte amb el fabricant austríac per dos anys més.
Everts viu la major part de l'any a Mònaco (una decisió per la qual fou criticat per personalitats de l'esport belga com ara Justine Henin o Tom Boonen) amb la seva muller Kelly i el seu fill Liam.

## Rècords i Guardons
- 10 vegades Campió del Món
- 101 Victòries en GP (superat només per Jeffrey Herlings, amb 103 a data del 2023)
- 14 victòries de 15 GP el 2006
- Victòria en 3 GP el mateix dia (125 cc, Motocross GP i 650 cc a Ernée, França, el 2003)
- El Campió del Món més jove de la història (1991, 18 anys)
- Únic Campió del Món amb les quatre marques japoneses (Suzuki, Kawasaki, Honda i Yamaha)
- Segon pilot, després d'Eric Geboers, a esdevenir "Mr. 875cc" (guanyador de títols mundials en 125, 250 i 500 cc)
- 5 vegades Esportista belga de l'any (2001 a 2004 i 2006), només superat per Eddy Merckx, més un premi Lifetime Achievement a la seva gesta esportiva.

## Palmarès
A banda els èxits aquí reflectits, l'any 2003 fou el guanyador absolut dels Sis Dies Internacionals d'Enduro del Brasil.

### Resultats per any
| Any          | Motocicleta  | Campionat del Món de motocròs | Campionat del Món de motocròs | Campionat del Món de motocròs | Campionat del Món de motocròs | Campionat del Món de motocròs | Campionat del Món de motocròs | MXDN | C. de Bèlgica | Títols |
| Any          | Motocicleta  | 500cc                         | 500cc                         | 250cc                         | 250cc                         | 125cc                         | 125cc                         | MXDN | C. de Bèlgica | Títols |
| Any          | Motocicleta  | GPs                           | Posició                       | GPs                           | Posició                       | GPs                           | Posició                       | MXDN | C. de Bèlgica | Títols |
| ------------ | ------------ | ----------------------------- | ----------------------------- | ----------------------------- | ----------------------------- | ----------------------------- | ----------------------------- | ---- | ------------- | ------ |
| 1989         | Suzuki       | -                             | -                             | -                             | -                             | -                             | 15è                           |      |               | -      |
| 1990         | Suzuki       | -                             | -                             | -                             | -                             | -                             | 3r                            |      | 1r 125cc      | 1      |
| 1991         | Suzuki       | -                             | -                             | -                             | -                             | 5                             | 1r                            |      | 1r 125cc      | 2      |
| 1992         | Suzuki       | -                             | -                             | 1                             | 11è                           | -                             | -                             |      |               | -      |
| 1993         | Suzuki       | -                             | -                             | 3                             | 2n                            | -                             | -                             |      | 1r 250cc      | 1      |
| 1994         | Kawasaki     | -                             | -                             | 5                             | 2n                            | -                             | -                             |      |               | -      |
| 1995         | Kawasaki     | -                             | -                             | 5                             | 1r                            | -                             | -                             | 1r   |               | 2      |
| 1996         | Honda        | -                             | -                             | 5                             | 1r                            | -                             | -                             |      |               | 1      |
| 1997         | Honda        | -                             | -                             | 9                             | 1r                            | -                             | -                             | 1r   |               | 2      |
| 1998         | Honda        | 1                             | -                             | 8                             | 2n                            | -                             | -                             | 1r   | 1r 250cc      | 2      |
| 1999         | Honda        | -                             | -                             | 1                             | 11è *                         | -                             | -                             |      |               | -      |
| 2000         | Husqvarna    | -                             | - *                           | -                             | -                             | -                             | -                             |      |               | -      |
| 2001         | Yamaha       | 7                             | 1r                            | -                             | -                             | -                             | -                             |      | 1r Open       | 2      |
| 2002         | Yamaha       | 4                             | 1r                            | -                             | -                             | -                             | -                             |      |               | 1      |
|              |              | 650cc                         | 650cc                         | Motocross GP                  | Motocross GP                  | 125cc                         | 125cc                         |      |               |        |
| 2003         | Yamaha       | 1                             | -                             | 8                             | 1r                            | 8                             | 2n                            | 1r * |               | 2      |
|              |              | MX3                           | MX3                           | MX1                           | MX1                           | MX2                           | MX2                           |      |               |        |
| 2004         | Yamaha       | -                             | -                             | 7                             | 1r                            | -                             | -                             | 1r   |               | 2      |
| 2005         | Yamaha       | -                             | -                             | 8                             | 1r                            | -                             | -                             |      | 1r MX1        | 2      |
| 2006         | Yamaha       | -                             | -                             | 14                            | 1r                            | -                             | -                             |      |               | 1      |
| Total títols | Total títols | 2                             | 2                             | 7                             | 7                             | 1                             | 1                             | 5    | 6             | 21     |
|              |              | 10 mundials                   |                               |                               |                               |                               |                               |      |               |        |

Notes
1. ↑  La classificació consignada a MXDN fa referència a la posició final obtinguda per l'equip estatal. S'assenyalen amb * les edicions en què fou el guanyador absolut
2. ↑  Al total de títols s'hi compten tots els campionats estatals i internacionals guanyats, MXDN inclòs
3. ↑  S'assenyalen amb * les temporades incompletes per lesió

#### Resultats per Gran Premi
Nota.- Es mostren els resultats obtinguts durant les seves quatre darreres temporades al mundial.
(Llegenda)
| Any Campionat | Rda 1 | Rda 2 | Rda 3 | Rda 4 | Rda 5 | Rda 6 | Rda 7 | Rda 8 | Rda 9 | Rda 10 | Rda 11 | Rda 12 | Rda 13 | Rda 14 | Rda 15 | Rda 16 | Rda 17 | Posició mitjana | % Podis | Posició |
| ------------- | ----- | ----- | ----- | ----- | ----- | ----- | ----- | ----- | ----- | ------ | ------ | ------ | ------ | ------ | ------ | ------ | ------ | --------------- | ------- | ------- |
| 2003 MX1      | 3     | 9     | 4     | 1     | 1     | 1     | 1     | 1     | 1     | 1      | 1      | 1      | -      | -      | -      | -      | -      | 2,08            | 83%     | 1r      |
| 2004 MX1      | 1     | 2     | 1     | 2     | 1     | 3     | 1     | 1     | 2     | 3      | 2      | 1      | 2      | 1      | 8      | -      | -      | 2,07            | 93%     | 1r      |
| 2005 MX1      | 1     | 5     | 1     | 1     | 4     | 1     | 1     | 2     | 4     | 3      | 2      | 3      | 2      | 1      | 5      | 1      | 1      | 2,23            | 76%     | 1r      |
| 2006 MX1      | 1     | 1     | 1     | 1     | 1     | 1     | 1     | 1     | 1     | 1      | 1      | 1      | 2      | 1      | 1      | -      | -      | 1,07            | 100%    | 1r      |